# Convenzione di Nettuno

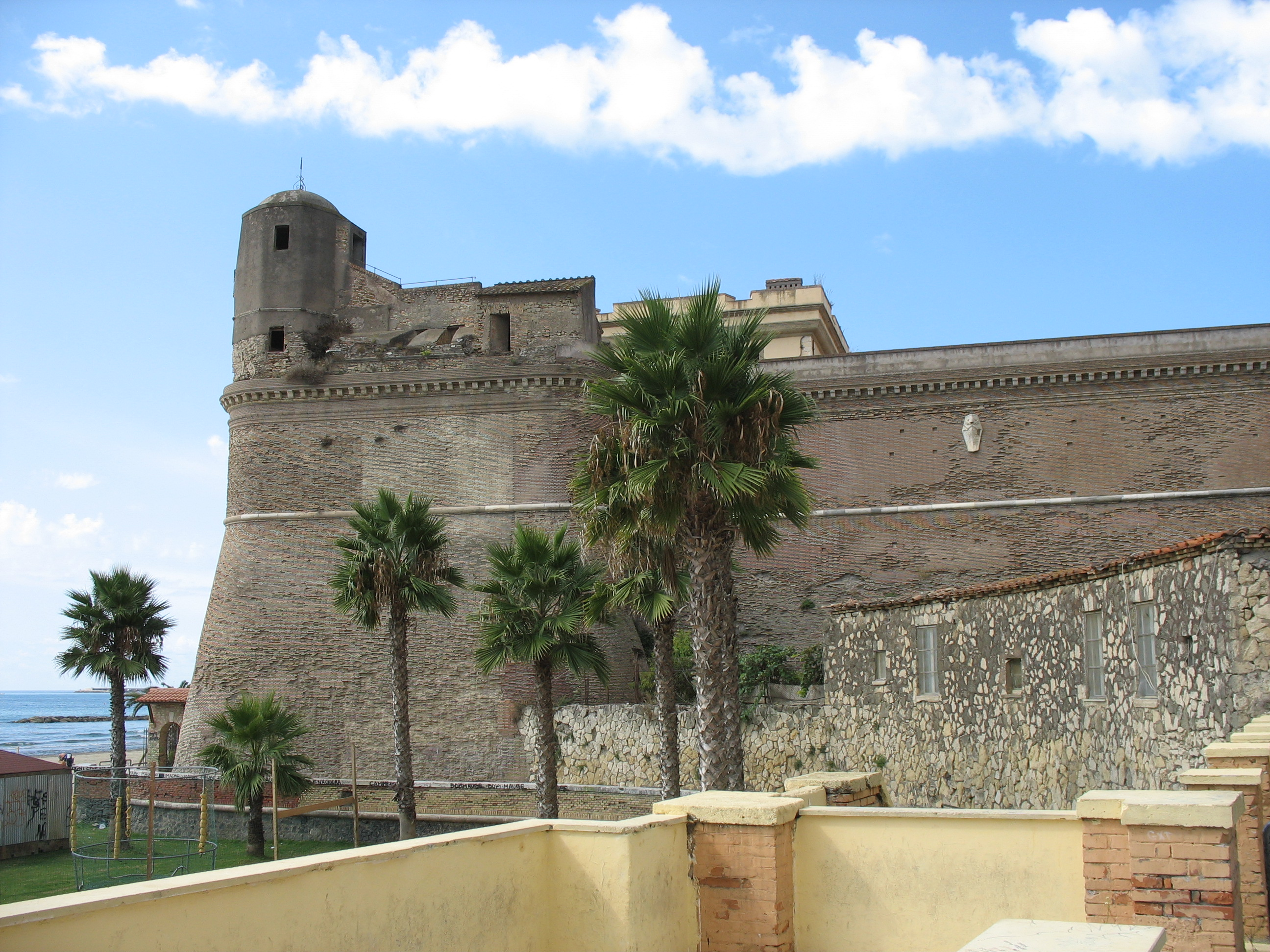
Il Forte Sangallo di Nettuno, dove venne sottoscritta la Convenzione

La Convenzione di Nettuno fu un trattato internazionale concluso tra il Regno d'Italia e il Regno dei Serbi, Croati e Sloveni il 20 luglio 1925, presso il Forte Sangallo di Nettuno in provincia di Roma.
La convenzione, tramite una Commissione mista per l'applicazione del Trattato di Roma, doveva regolare la condizione degli italiani presenti in Dalmazia e l'annessione di Fiume all'Italia, oltre che regolare i limiti delle acque territoriali tra Fiume e Susak mediante un accordo supplementare per la sorveglianza doganale e la pesca nelle acque di Fiume e Susak, siglato il 31 gennaio 1925.
La città di Fiume diveniva così capoluogo di provincia italiano - ma lo sperato sviluppo economico che ciò avrebbe dovuto comportare non ebbe mai luogo.
Il governo dello Stato Libero di Fiume non accettò mai la legalità della Convenzione, e passò ad operare come governo in esilio, senza riconoscimento internazionale.
La Convenzione non fu ratificata dal parlamento jugoslavo a causa dell'opposizione dei deputati del Partito Rurale Croato, infuriati dal trattato, che consideravano una concessione coloniale a Mussolini.
Dati i grandi interessi economici italiani in Jugoslavia, maggiori di quelli jugoslavi in Italia, la protezione fornita da tali accordi (specie in Dalmazia) era percepita dai deputati croati come una concessione semi-coloniale all'Italia. I deputati serbi consideravano invece irresponsabile provocare la vicina Italia su una questione vista come di minore importanza.
L'Italia, che ratificò prontamente la Convenzione, considerò l'atteggiamento jugoslavo come un affronto e questo portò ad un atteggiamento politico ostile nei confronti del paese vicino e alla stipula di una serie di accordi con Paesi della zona in cattivi rapporti con il governo di Belgrado (con l'Ungheria il 5 aprile 1927 e con l'Albania il 27 novembre 1926).
L'incapacità del parlamento jugoslavo a ratificare la Convenzione rese difficile il ricorso del paese balcanico al credito internazionale e portò infine nel luglio 1928 alla caduta del governo guidato da Velimir Vukićević.
Il Regno dei Serbi, Croati e Sloveni ratificò infine la Convenzione il 13 agosto 1928 con il governo di Anton Korošec, con parte del parlamento assente a causa degli omicidi di Stjepan Radić e dei suoi compagni croati avvenuti nel luglio precedente.
Sulla base della Convenzione di Nettuno, Leo Valiani lasciò scadere i termini per l'acquisizione della cittadinanza italiana, optando invece per quella ungherese.